# Arsen Glič
Arsen Glič ali Arsenije Glić, hrvaški nabožni pisec, hagiograf in frančiškan slovenskega rodu, 23. januar 1724, Gradec, † 24. april 1773, Koprivnica.
Po končanju gimnazije je stopil med zagrebške frančiškane leta 1742. Na Ogrskem v Pečuju je študiral filozofijo (1744–1746). Teologijo je študiral v frančiškanskih bogoslovnih šolah v Zagrebu in Pečuju od 1746 do 1750. Leta 1750 so ga posvetili za duhovnika. Služboval je na Hrvaškem: v Krapini (1750–1751), Zagrebu (1758–1759, 1761–1762, 1772–1773), Kostajinici pri Bosni (1763–1764), Kloštru Ivaniću (1764–1767), Križevcih (1768–1769), Virovitici (1769–1770) in Varaždinu (1770–1772); na Ogrskem: v Szigetváru (Siget) (1751–1757), Pečuju (1757–1758) in Siklósu (1759–1761; 1762–1763). Na Ogrskem je imel naslov concionator Croaticus, ali concionator Slavonicus.
Izdal je tiskano nabožno knjigo v kajkavščini. Imel je še eno izgubljeno rokopisno pridigarsko zbirko.

## Dela
- Put Szvetoga Krisa (1765)
- Szveteh paztirov, paztricza, tesakov, izpovednikov sivlyenye (?)